# ブエナ・ビスタ・ソシアル・クラブ
ブエナ・ビスタ・ソシアル・クラブ（西: Buena Vista Social Club）は、アメリカ人ギタリストのライ・クーダーがキューバ出身の老ミュージシャンと組んだバンドである。同バンドのメンバーがソロアルバムを出す際、同等のブランド名として使われる。

## 概要
ライ・クーダーがキューバに旅行した際、それまでキューバ国外にはほとんど知られていなかった老ミュージシャンとセッションを行ったことがきっかけとなり、まず1997年にアルバムが出され、1999年にはドキュメンタリー映画が制作された。それと前後して、このブランド名で、各ミュージシャンのソロアルバムも発売されている。
1997年にライ・クーダーが制作したキューバ音楽のアルバムで、作品に参加したミュージシャン達の大半が、1940年代のキューバに実在した会員制音楽クラブの会員だったため、タイトルも『ブエナ・ビスタ・ソシアル・クラブ』となった。このアルバムは欧米のラテン音楽ファンを中心に世界中でヒットし、ワールドツアーが組まれた。
1999年には、クーダーの友、ヴィム・ヴェンダース監督により、同名の音楽ドキュメンタリー映画『ブエナ・ビスタ・ソシアル・クラブ』が制作される。ワールドツアーの模様も収録されており、映画の後半に映ったカーネギー・ホールでのライヴ録音が2007年に『ライヴ・アット・カーネギー・ホール』としてCD化された。
グループとしてのステージ活動の終了を決め、2016年には“アディオス（さよなら）”世界ツアーを決行した。この模様は音楽ドキュメンタリー映画『ブエナ・ビスタ・ソシアル・クラブ★アディオス』（ルーシー・ウォーカー監督）として、2017年に公開された。

## メンバー
| 名前                                                        | 生年月日                                 | 担当                                   |
| ----------------------------------------------------------- | ---------------------------------------- | -------------------------------------- |
| ファン・デ・マルコス・ゴンザレス Juan de Marcos González    | 1954年1月29日（71歳）                    | バンドマスター、トレス、ボーカル、ギロ |
| ライ・クーダー Ry Cooder                                    | 1947年3月15日（77歳）                    | ギター                                 |
| イブライム・フェレール Ibrahim Ferrer                       | 1927年2月20日 - 2005年8月6日（78歳没）   | ボーカル                               |
| コンパイ・セグンド Compay Segundo                           | 1907年11月18日 - 2003年7月13日（95歳没） | ボーカル、トレス                       |
| ピオ・レイヴァ Pío Leyva                                    | 1917年5月5日 - 2006年3月23日（88歳没）   | ボーカル                               |
| マヌエル・"プンティージ"・リセア Manuel "Puntillita" Licea  | 1921年1月4日 - 2000年12月4日（79歳没）   | ボーカル                               |
| エリアーデス・オチョーア Eliades Ochoa                      | 1946年6月22日（78歳）                    | ボーカル、ギター                       |
| オマーラ・ポルトゥオンド Omara Portuondo                    | 1930年10月29日（94歳）                   | ボーカル                               |
| ルベーン・ゴンサーレス Rubén González                       | 1919年5月26日 - 2003年12月8日（84歳没）  | ピアノ                                 |
| オーランド・"カチャイート"・ロペス Orlando "Cachaíto" López | 1933年2月2日 - 2009年2月9日（76歳没）    | コントラバス                           |
| マヌエル・"グアヒーロ"・ミラバール Manuel "Guajiro" Mirabal | 1933年5月5日 - 2024年10月28日（91歳没）  | トランペット                           |
| バルバリート・トーレス Barbarito Torres                     | 1956年（68 - 69歳）                      | リュート                               |
| アマディート・バルデス Amadito Valdés                       | 1946年2月14日（79歳）                    | ティンバレス                           |
| ヨアキム・クーダー Joachim Cooder                           | 1978年8月23日（46歳）                    | ドラム                                 |
| カルロス・ゴンザレス Carlos González                        | ????年??月??日                           | ボンゴ                                 |
| フィリベルト・サンチェス Filiberto Sánchez                  | ????年??月??日                           | ティンバレス                           |
| ラザロ・ヴィラ Lázaro Villa                                 | ????年??月??日                           | コンガ                                 |
| ヘスス "アグアヘ" ラモス Jesús "Aguaje" Ramos               | 1951年（73 - 74歳）                      | トロンボーン                           |
| ルイス・バルサガ Luis Barzaga                               | ????年??月??日                           | バッキング・ボーカル                   |
| アルベルト "ビルヒリオ" バルデス Alberto "Virgilio" Valdés  | 1953年（71 - 72歳）                      | マラカス                               |
| パピ・オビエド Papi Oviedo                                  | 1938年2月9日 – 2017年10月31日（79歳没）  | トレス                                 |
| マヌエル・ガルバン Manuel Galbán                            | 1931年1月14日 – 2011年7月7日（80歳没）   | ギター                                 |
| アンガ・ディアス Anga Díaz                                  | 1961年6月15日 - 2006年8月9日（45歳没）   |                                        |

## ディスコグラフィ

### アルバム
- 『ブエナ・ビスタ・ソシアル・クラブ』 - Buena Vista Social Club（スタジオ・アルバム、1997年9月16日）

| 参加メンバー                         | 参加メンバー                                                     |
| 名前                                 | 担当楽器                                                         |
| ------------------------------------ | ---------------------------------------------------------------- |
| ルイス・バルサガ                     | バッキング・ボーカル                                             |
| ヨアキム・クーダー                   | ドラムス、パーカッション                                         |
| ライ・クーダー                       | アコースティック・ギター、エレクトリック・ギター、パーカッション |
| Julio Alberto Fernández              | ボーカル、マラカス                                               |
| イブライム・フェレール               | ボーカル、クラーベ                                               |
| カルロス・ゴンザレス                 | ボンゴ、カウベル                                                 |
| ファン・デ・マルコス・ゴンザレス     | トレス、ギロ、バッキング・ボーカル                               |
| ルベーン・ゴンサーレス               | ピアノ                                                           |
| サルバドール・レピアド・ラブラダ     | ベース                                                           |
| マヌエル・"プンティージ"・リセア     | コンガ                                                           |
| オーランド・"カチャイート"・ロペス   | ベース                                                           |
| ベニト・サレス・マガナ               | ギター                                                           |
| マニュエル・"グアヒーロ"・ミラバール | トランペット                                                     |
| エリアーデス・オチョーア             | ボーカル、ギター                                                 |
| オマーラ・ポルトゥオンド             | ボーカル                                                         |
| フリエンネ・オビエド・サンチェス     | ティンバレス                                                     |
| コンパイ・セグンド                   | ボーカル、ギター                                                 |
| バルバリート・トーレス               | リュート                                                         |
| アルベルト "ビルヒリオ" バルデス     | マラカス、バッキング・ボーカル                                   |
| ラザロ・ヴィラ                       | コンガ                                                           |
- 『ライヴ・アット・カーネギー・ホール』 - Buena Vista Social Club at Carnegie Hall（ライブ・アルバム、2008年10月14日）

| 参加メンバー                         | 参加メンバー                               |
| 名前                                 | 担当楽器                                   |
| ------------------------------------ | ------------------------------------------ |
| オクタビオ・カルデロン               | トランペット                               |
| ヨアキム・クーダー                   | ドラムス、パーカッション                   |
| ライ・クーダー                       | ギター                                     |
| Terry Domech                         | コンガ                                     |
| イブライム・フェレール               | ボーカル                                   |
| ロベルト・ガルシア                   | ボンゴ、カウベル、ギロ                     |
| ウーゴ・ガルソン                     | ボーカル                                   |
| ファン・デ・マルコス・ゴンザレス     | バンドリーダー、バッキング・ボーカル、ギロ |
| ルベーン・ゴンサーレス               | ピアノ                                     |
| マヌエル・"プンティージ"・リセア     | ボーカル                                   |
| ピオ・レイヴァ                       | ボーカル                                   |
| オーランド・"カチャイート"・ロペス   | ベース                                     |
| マニュエル・"グアヒーロ"・ミラバール | トランペット                               |
| エリアーデス・オチョーア             | ギター、ボーカル                           |
| オマーラ・ポルトゥオンド             | ボーカル                                   |
| ヘスス "アグアヘ" ラモス             | トロンボーン                               |
| サルバドール・レピアド               | ベース                                     |
| コンパイ・セグンド                   | ギター、ボーカル                           |
| ベニト・サレス・マガナ               | ギター                                     |
| バルバリート・トーレス               | リュート                                   |
| アルベルト "ビルヒリオ" バルデス     | マラカス                                   |
| アマディート・バルデス               | ティンバレス                               |
- 『ロスト・アンド・ファウンド』 - Lost and Found（アウトテイク集、2015年3月23日）

## フィルモグラフィ
- 『ブエナ・ビスタ・ソシアル・クラブ』 - Buena Vista Social Club（：1999年6月4日、：2000年1月15日）